# Regens-Wagner-Stiftungen
Die Regens-Wagner-Stiftungen bieten für Menschen mit Behinderung verschiedene Angebote und Dienstleistungen im Bereich Bildung und Ausbildung, Arbeit und Beschäftigung, Wohnen, Beratung und ambulante und mobile Dienste in 14 regionalen Zentren an. Ihre Aufgabe ist die Beratung, Förderung, Betreuung und Pflege behinderter und von Behinderung bedrohter Kinder, Jugendlicher, Erwachsener und Senioren. Als kirchliche Institution ist das Regens-Wagner-Werk den Grundsätzen der christlichen Lebensgestaltung verpflichtet.

## Geschichte
Um die Mitte des 19. Jahrhunderts entstand in Dillingen/Donau (Bayern) das Regens-Wagner-Werk. Die damalige Generaloberin der Dillinger Franziskanerinnen, Mutter M. Theresia Haselmayr (1808–1878), begann, sich um gehörlose Mädchen zu kümmern. Zu dieser Zeit waren Menschen mit Behinderung weitgehend chancenlos. Große Unterstützung für ihr Vorhaben bekam Sr. Theresia Haselmayr von dem Dillinger Dogmatikprofessor Johann Evangelist Wagner (1807–1886). Er war Seelsorger der Dillinger Franziskanerinnen und Regens (= Leiter) des Dillinger Priesterseminars.
1847 wurde von den Dillinger Franziskanerinnen eine Schule für gehörlose Mädchen, die sog. Taubstummenschule, gegründet. Knapp 10 Jahre später kam eine sog. Versorgungsanstalt dazu, in der die jungen gehörlosen Frauen nach ihrer Schulzeit Wohnung, berufliche Ausbildung und Arbeit fanden. Zur damaligen Zeit gab es noch keine Sozialsysteme. Nach dem Grundsatz „Wer uns Arbeit gibt, gibt uns Brot“ wurden Beschäftigungsmöglichkeiten gesucht, damit die hörgeschädigten Frauen sich an ihrem Lebensunterhalt selbst beteiligen konnten. In textilen Werkstätten wurden v. a. Paramente (kirchliche Textilien) hergestellt.
J. E. Wagner und die Dillinger Franziskanerinnen nahmen sich zunehmend auch Menschen mit geistiger Behinderung an. So gründete J. E. Wagner bis 1885 in Bayern sechs weitere Ausbildungs- und Wohnstätten in Form von Stiftungen für Menschen mit verschiedenen Behinderungen. Bis heute entstanden durch die Nachfolger von J. E. Wagner sieben weitere Regens-Wagner-Stiftungen sowie eine Gründung in Ungarn.

## Angebote und Dienste
Heute (Stand: 31. Dezember 2013) arbeiten bei Regens Wagner über 6000 Mitarbeiter in Voll- und Teilzeit. Von den Diensten und Angeboten werden derzeit über 8000 Menschen mit Hörschädigung, Sprachstörung, Lernbehinderung, geistiger Behinderung, Teilleistungsstörung, psychischer Behinderung, körperlicher Behinderung, altersbedingter und chronischer Erkrankung sowie sonstigen Beeinträchtigung beraten, gefördert und betreut. Regens Wagner bietet verschiedene Dienstleistungen im Bereich Bildung und Ausbildung, Arbeit und Beschäftigung, Wohnen, Beratung und ambulante und mobile Dienste an:
- Für Kinder und Jugendliche stehen schulvorbereitende Einrichtungen, allgemeinbildende Schulen und Berufsschulen, Förderlehrgänge, Berufsgrundschuljahr und berufliche Ausbildung, heilpädagogische Tagesstätten, Kinderhorte und integrative Kindergärten zur Verfügung.
- Jugendliche und Erwachsene mit Behinderung können nach ihren individuellen Fähigkeiten und Neigungen in anerkannten Werkstätten für behinderte Menschen (WfbM) arbeiten. Arbeitsfelder eröffnen auch die Textilen Werkstätten, Gärtnereien, Landwirtschaften sowie Hauswirtschaft und Küche.
- Förderstätten bereiten auf die Arbeit in der Werkstätte vor und/oder bieten angemessene, strukturierte und therapeutische Fördermaßnahmen.
- Senioren können die Angebote der Tagesstätten für Menschen mit Behinderung nach dem Erwerbsleben nutzen.
- Die differenzierten Wohnformen umfassen je nach Bedarf Internate, Außenwohngruppen, ambulant begleitetes Wohnen, Wohnheime sowie Pflegeheime gem. SGB XI.
- Das Grundangebot wird durch heilpädagogische und therapeutische Fachdienste sowie Freizeitangebote ergänzt.
- Frühförderstellen, Beratungsstellen und die Dienste der Offenen Hilfen beraten, entlasten und unterstützen Menschen mit Behinderungen und ihre Angehörigen.

## Leitbild und Auftrag
J. E. Wagner und die Dillinger Franziskanerinnen ließen sich von der christlichen Botschaft und der franziskanischen Spiritualität leiten und begleiteten Menschen mit Behinderung bejahend und fördernd. Bis heute gehört fachliche Kompetenz und Qualität, Menschlichkeit und gelebte Spiritualität zur Unternehmenskultur des Regens-Wagner-Werks. Das bedeutet, dass jeder Mensch als eigenständige Person und als Mitglied der Gesellschaft anerkannt wird. Zum Selbstverständnis der Mitarbeiter gehört es, Menschen mit Behinderung mit hoher Achtung und Sensibilität zu begegnen und ihre Würde, ihre Eigenverantwortung und ihr Recht auf Selbstbestimmung zu respektieren. Die Integration von Menschen mit Behinderung in ihr Lebensumfeld wird durch dezentrale Wohn- und Beschäftigungsmöglichkeiten gefördert.
Regens Wagner tritt ein für das uneingeschränkte Lebensrecht behinderter Menschen und möchte wachsam sein gegenüber sich verändernden gesellschaftlichen Wertvorstellungen.

## Struktur und Rechtsform
Das Regens-Wagner-Werk ist ein Verbund aus acht kirchlichen Stiftungen des öffentlichen Rechts. Alle Stiftungen sind rechtlich eigenständig. Ihr jeweiliger Stiftungssitz ist Dillingen a.d. Donau. Sie unterstehen der Jurisdiktion des Bischofs von Augsburg. Die nach dem bayerischen Stiftungsgesetz erforderliche Stiftungsaufsichtsbehörde ist für alle Stiftungen die Bischöfliche Finanzkammer in Augsburg. Für sie gelten die entsprechenden von der katholischen Kirche erlassenen Kirchengesetze. In Ungarn besteht eine weitere Regens-Wagner-Stiftung. Die Stiftungen dienen ausschließlich gemeinnützigen und mildtätigen Zwecken der Hilfe für Menschen mit Behinderung. Stiftungsorgane sind der Stiftungsrat und der Vorstand.

### Stiftungsrat
Der Stiftungsrat ist das oberste Beschlussorgan und internes Aufsichtsorgan der jeweiligen Stiftung. Er beschließt unter anderem Grundlagen, Unternehmensziele und Konzeptionen. Ihm gehören drei geborene Mitglieder (die Provinzoberin der Dillinger Franziskanerinnen in den Regens-Wagner-Stiftungen, der Geistliche Direktor, die Generaloberin der Dillinger Franziskanerinnen) sowie zwei berufene Mitglieder an.

### Stiftungsvorstand
Der Stiftungsvorstand der jeweiligen Stiftung besteht aus drei Personen: dem Geistlichen Direktor als Vorsitzenden, dem/der stellvertretenden Vorsitzenden sowie einem weiteren Vorstandsmitglied. Der Stiftungsvorstand führt die laufenden Geschäfte der Stiftungen nach Maßgabe von Gesetz, Satzung und den Beschlüssen des Stiftungsrates.
Dem Stiftungsvorstand sind die Mitarbeiter der Direktion der Regens-Wagner-Stiftungen zugeordnet. Sie vollziehen unternehmerische Aufgaben, die alle Regens-Wagner-Stiftungen betreffen und die zentral effizienter abgewickelt werden können. Dies sind zum Beispiel konzeptionelle Fortentwicklung, Personalverwaltung, Bauwesen, Informationstechnologie, Kalkulation, verbandliche Arbeit (z. B. Caritas).

### Regionale Zentren

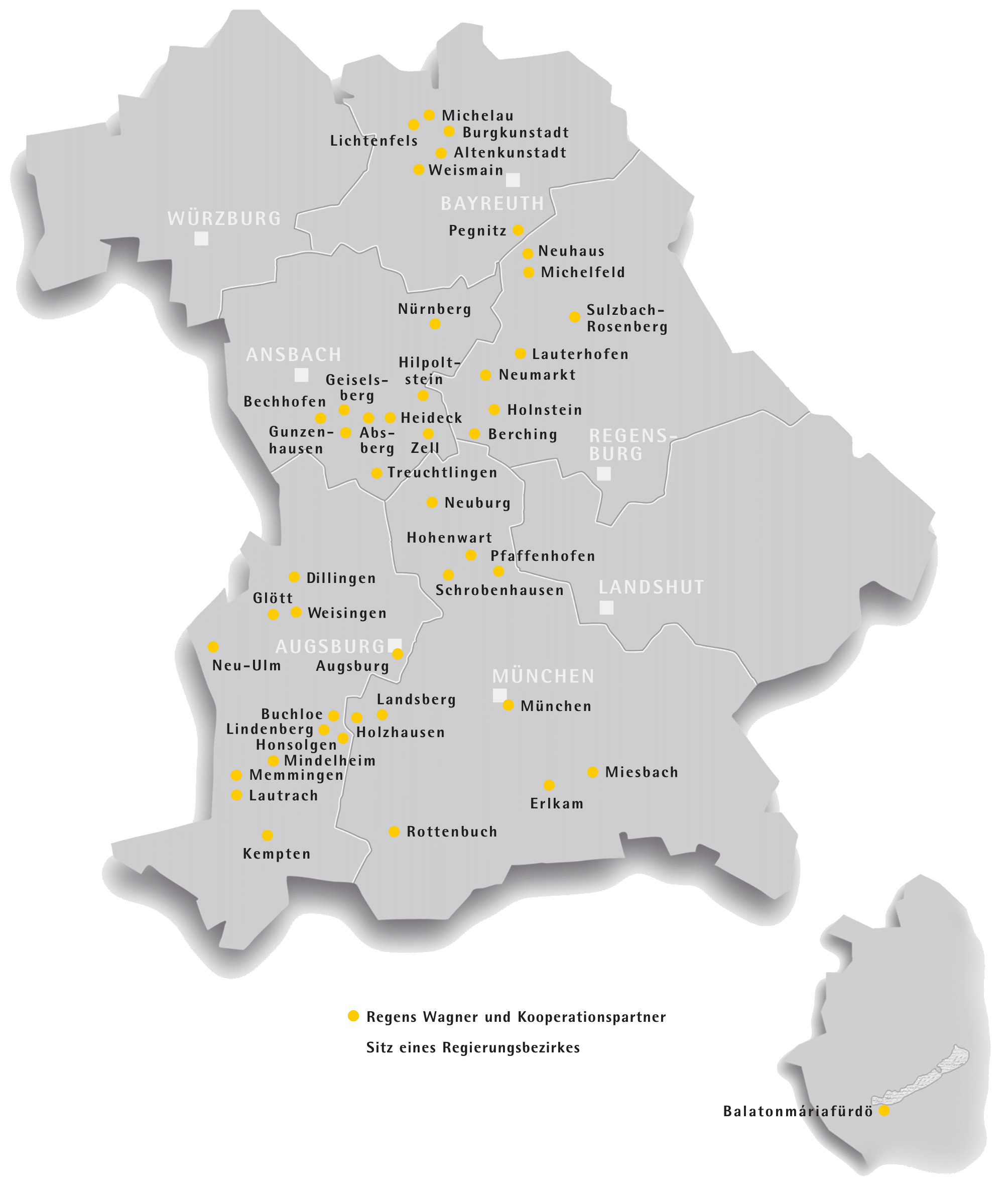
Regens Wagner und Kooperationspartner

Die acht Regens-Wagner-Stiftungen verwirklichen ihren Stiftungsauftrag in 14 sogenannten regionalen Regens-Wagner-Zentren in Bayern. Um die Zugehörigkeit zu Regens Wagner zu dokumentieren, führen alle regionalen Zentren seit 2000 den Namen „Regens Wagner“ und den Ort ihrer Hauptniederlassung:
1. Regens-Wagner-Stiftung Dillingen als Rechtsträger von Regens Wagner Dillingen, Regens Wagner Burgkunstadt, Regens Wagner Glött, Regens Wagner Holzhausen
2. Regens-Wagner-Stiftung Erlkam als Rechtsträger von Regens Wagner Erlkam, Regens Wagner München, Regens Wagner Rottenbuch
3. Regens-Wagner-Stiftung Hohenwart als Rechtsträger von Regens Wagner Hohenwart
4. Regens-Wagner-Stiftung Holnstein als Rechtsträger von Regens Wagner Holnstein
5. Regens-Wagner-Stiftung Lauterhofen als Rechtsträger von Regens Wagner Lauterhofen
6. Regens-Wagner-Stiftung Lautrach als Rechtsträger von Regens Wagner Lautrach
7. Regens-Wagner-Stiftung Michelfeld als Rechtsträger von Regens Wagner Michelfeld
8. Regens-Wagner-Stiftung Zell als Rechtsträger von Regens Wagner Zell, Regens Wagner Absberg

Alle Regens-Wagner-Zentren sind vor Ort in der jeweiligen Region dezentral ausgerichtet und verzweigt.

### Gesamtleitungen
Für den laufenden Betrieb in den 14 regionalen Regens-Wagner-Zentren tragen die Gesamtleitungen und ihre Stellvertretungen die Verantwortung. Ihrem Verantwortungsbereich zugeordnet sind Mitarbeiter, die in den Dienstleistungsbereichen, die das regionale Zentrum anbietet, tätig sind. Dank der dezentralen Struktur entwickeln und gestalten die eigenständigen, in der Region verwurzelten Dienstleistungszentren ein differenziertes Angebot für Menschen mit Behinderung, bieten ihre Dienste familien- und heimatnah an und reagieren flexibel auf sich ändernde Bedingungen und Nachfragen in ihrer Region.

### Beteiligungen
Regens Wagner ist an folgenden Gesellschaften beteiligt:
- Schwäbisches Förderzentrum für Hörgeschädigte Augsburg GmbH (Beteiligung zu 100 % durch die Regens-Wagner-Stiftung Dillingen, anfangs war der Bezirk Schwaben mit 50 % beteiligt.)
- Werkstätten St. Joseph gemeinnützige GmbH mit Betriebsstätten in Burgkunstadt, Lichtenfels und Michelau (Beteiligung zu 50 % durch die Regens-Wagner-Stiftung Dillingen)
- Autismus-Kompetenzzentrum Oberfranken gemeinnützige GmbH (Beteiligung zu 19 % durch die Regens-Wagner-Stiftung Dillingen)
- Netzwerk Autismus Niederbayern Oberpfalz GmbH (Beteiligung zu je 3,60 % durch die Regens-Wagner-Stiftungen Lauterhofen und Michelfeld und zu 3,80 % durch die Regens-Wagner-Stiftung Holnstein)
- Beschäftigungsinitiative Landsberg am Lech gemeinnützige GmbH (Beteiligung zu 4,80 % durch die Regens-Wagner-Stiftung Dillingen).
- Offene Hilfen Neuburg-Schrobenhausen GbR (Beteiligung zu 50 % durch die Regens-Wagner-Stiftung Dillingen)

### Kooperationspartner
Die acht Regens-Wagner-Stiftungen stehen mit den drei nachfolgenden eigenständigen Rechtspersonen in enger Verbindung:
- Provinz der Dillinger Franziskanerinnen in den Regens-Wagner-Stiftungen: Seit Gründung von Regens Wagner im Jahre 1847 arbeiten Schwestern des Ordens der Dillinger Franziskanerinnen eng mit den Stiftungen zusammen. Die Schwestern ermöglichten und förderten die Durchführung der gemeinnützigen und mildtätigen Zwecke bei Regens Wagner. Bis ca. 1970 waren es überwiegend Schwestern, die die Begleitung, Förderung und Betreuung der Menschen mit Behinderung rund um die Uhr sicherstellten. Die Regens-Wagner-Provinz sieht bis heute ihren Auftrag darin, für Menschen mit Behinderung da zu sein. Der Ertrag aus der Arbeit ihrer Schwestern kommt unmittelbar den Regens-Wagner-Stiftungen und damit Menschen mit Behinderung zugute. Die Regens-Wagner-Stiftungen sorgen im Gegenzug dafür, dass die Schwestern uneingeschränkt ihr Ordensleben ausüben können und haben sich verpflichtet, für ihre Wohn- und Arbeitsbedingungen und ihre Versorgung in Krankheit und Alter zu sorgen. Die Regens Wagner Provinz ist eine selbstständige Körperschaft des öffentlichen Rechts. Sie gehört zur Ordenskongregation der Dillinger Franziskanerinnen.
- Regens Wagner Közhasznú Alapitvány (= Gemeinnützige Regens Wagner Stiftung Ungarn): Im Zuge der Europäisierung hat Regens Wagner im Jahr 2000 in Ungarn die Regens Wagner Közhasznú Alapitvány gegründet und den Schritt in die Internationalität vorgenommen. Die Aufgabe dieser eigenständigen, von der Regens-Wagner-Stiftung Dillingen gegründeten, nach ungarischem Recht tätigen Stiftung ist es, dort bedarfsgerechte Angebote der Begleitung und Förderung von Menschen mit Behinderung zu schaffen. Sie wird durch Regens Wagner von Deutschland aus fachlich und organisatorisch unterstützt. Direkt am Plattensee in Balatonmáriafürdö bestehen Wohn-, Beschäftigungs- und Erholungsangebote für Menschen mit Behinderung. Erholungs- und Freizeitmaßnahmen sind dort nicht nur für Menschen mit und ohne Behinderung aus Ungarn, sondern auch aus Deutschland und Europa möglich.
- Regens-Wagner-Förderstiftung: Die Regens-Wagner-Förderstiftung wurde im Jahr 2001 von den Dillinger Franziskanerinnen gegründet. Sie ist eine Stiftung bürgerlichen Rechts, die gemeinnützige, mildtätige und kirchliche Zwecke im Sinne des § 52 AO verfolgt. Sie ist Mitglied im Bundesverband Deutscher Stiftungen e. V. Satzungsgemäß verwendet die Regens-Wagner-Förderstiftung ihre Erträgnisse für die ideelle und materielle Unterstützung von Beratung, Förderung, Betreuung und Pflege der Menschen mit Behinderung im Wirkungsbereich von Regens Wagner. Sie selbst betreibt damit also keine Dienste und Einrichtungen, sondern ist fördernd durch die Bereitstellung finanzieller Mittel tätig. Die Regens-Wagner-Förderstiftung unterstützt folgende Projekte: therapeutische (z. B. Sprachtherapie bei hörgeschädigten Menschen) und pädagogische Maßnahmen (z. B. Einzelbegleitung bei herausforderndem Verhalten), Bildungs-maßnahmen (z. B. gestützte Kommunikation), Maßnahmen zur Teilhabe am gesellschaftlichen Leben, behindertengerechte Ausstattung von Wohngruppen und Arbeitsplätzen, bauliche Maßnahmen im Innen- und Außenbereich (z. B. Anlegen rollstuhlgerechter Gehwege).